# Roma (couraçado de 1907)
O Roma foi um couraçado pré-dreadnought operado pela Marinha Real Italiana e a quarta e última embarcação da Classe Regina Elena, depois do Regina Elena, Vittorio Emanuele e Napoli. Sua construção começou em setembro de 1903 no Arsenal de La Spezia e foi lançado ao mar em abril de 1907, sendo finalizado em dezembro de 1908. Era armado com uma bateria principal de dois canhões de 305 milímetros montados em duas torres de artilharia simples, tinha um deslocamento carregado de quase catorze mil toneladas e alcançava uma velocidade máxima de vinte nós.
O Roma passou seus primeiros anos de serviço participando principalmente de exercícios junto com seus irmãos e o restante da frota italiana no Mar Mediterrâneo. Lutou na Guerra Ítalo-Turca entre 1911 e 1912, participando de operações em Cirenaica e no Mar Egeu. Também serviu na Primeira Guerra Mundial, porém não entrou em combate por causa de estratégias navais cautelosas por parte dos italianos e seus inimigos, a Áustria-Hungria. O Roma permaneceu servindo depois do final do conflito, porém acabou descomissionado em setembro de 1926 e desmontado.

## Características

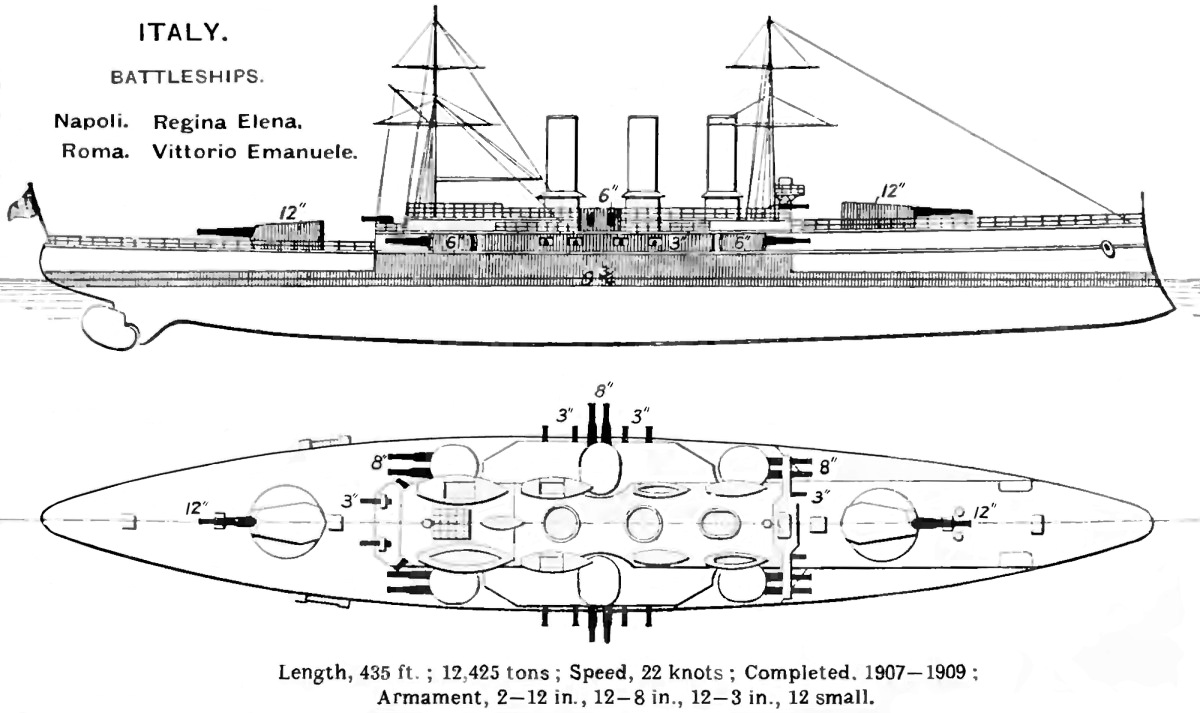
Desenho da Classe Regina Elena

O projeto da Classe Regina Elena foi preparado por Vittorio Cuniberti, o Chefe Engenheiro da Marinha Real Italiana. Esta especificou uma embarcação mais poderosa que cruzadores blindados contemporâneos e mais rápida que couraçados estrangeiros, porém tudo dentro de um deslocamento de não mais de 13,2 mil toneladas. Os dois primeiros navios da classe foram encomendados para o ano fiscal de 1901 e os dois últimos no ano seguinte.
O Roma tinha 144,6 metros de comprimento de fora a fora, uma boca de 22,4 metros e um calado de 8,58 metros. Seu deslocamento carregado era de 13 993 toneladas. Seu sistema de propulsão tinha 28 caldeiras Babcock & Wilcox a carvão que alimentavam dois motores verticais de tripla-expansão com quatro cilindros, cada um girando uma hélice. A potência indicada do sistema era de 22 279 cavalos-vapor (16 382 quilowatts) para uma velocidade máxima de mais de vinte nós (37 quilômetros por hora). A autonomia era de dez mil milhas náuticas (dezenove mil quilômetros) a dez nós (dezenove quilômetros por hora). A tripulação era formada por 742 a 764 oficiais e marinheiros.
O armamento principal consistia em dois canhões calibre 40 de 305 milímetros montados em duas torres de artilharia únicas, uma à vante e uma à ré. O armamento secundária tinha doze canhões calibre 45 de 203 milímetros em seis torres de artilharia duplas, três em cada lateral. A defesa contra barcos torpedeiros era proporcionada por uma bateria de dezesseis canhões calibre 40 de 76 milímetros montados em casamatas. Além disso, havia dois tubos de torpedo submersos de 450 milímetros. O cinturão principal de blindagem tinha uma espessura máxima de 250 milímetros, já o convés tinha 38 milímetros. A torre de comando era protegida por laterais de 254 milímetros, enquanto as torres de artilharia principais tinham laterais de 203 milímetros e as torres secundárias de 152 milímetros.

## Carreira

### Tempos de paz
O batimento de quilha do Roma ocorreu em 20 de agosto de 1903 no Arsenal de La Spezia e foi lançado ao mar em 21 de abril de 1907. Foi finalizado em 17 de dezembro de 1908 depois do processo de equipagem. O Roma serviu na esquadra ativa até 1910, época em que estava na companhia dos seus três irmãos e também dos dois couraçados da Classe Regina Margherita. A esquadra ativa normalmente atuava por sete meses ao ano para treinamento, enquanto nos cinco restantes ficavam na reserva.

### Guerra Ítalo-Turca
A Itália declarou guerra contra o Império Otomano em 29 de setembro de 1911 a fim de tomar a Líbia, iniciando a Guerra Ítalo-Turca. O Roma serviu na 1ª Divisão da 1ª Esquadra junto com seus irmãos, estando sob o comando do vice-almirante Augusto Aubry. O Roma, seu irmão Vittorio Emanuele e o cruzador blindado Pisa foram para o Mar Egeu logo no dia 30 à procura de uma esquadra de treinamento otomana que tinha deixado Beirute dois dias antes rumo à Constantinopla e ainda não sabiam que a guerra tinha sido declarada. Entretanto, os italianos não conseguiram encontrá-los. Pouco depois, o Roma, seu irmão Napoli e os cruzadores blindados Pisa e Amalfi foram enviados para bloquear Trípoli assim que a guerra começou. O couraçado Benedetto Brin e os três ironclads da Classe Re Umberto chegaram para substituir os navios em 2 de outubro.
O Roma e seus três irmãos, mais três cruzadores e vários contratorpedeiros, escoltaram um comboio em 18 de outubro transportando metade da 2ª Divisão de Infantaria para Bengasi. Os italianos bombardearam a cidade no dia seguinte depois da guarnição otomana não ter se rendido. Equipes dos couraçados e tropas de infantaria desembarcaram durante o bombardeio. Os italianos rapidamente forçaram os otomanos a recuarem para o centro da cidade. As forças inimigas recuaram em 29 de outubro depois de um curto cerco e Bengasi foi conquistada. Os membros da 1ª Esquadra foram dispersados para portos de Cirenaica em dezembro, com o Roma ficando em Bengasi com seu irmão Regina Elena, o cruzador blindado San Marco e o cruzador torpedeiro Agordat. Eles ajudaram a defender a cidade de contra-ataques otomanos. A maior parte da frota voltou para a Itália no início de 1912 a fim de passar por reparos e manutenção, deixando apenas uma pequena força de cruzadores e embarcações de patrulha no Norte da África.
A 1ª Divisão deixou Tarento em 13 de abril para uma demonstração no litoral da Anatólia, juntando-se aos couraçados da 3ª Divisão que tinham partido de Tobruque. As duas se encontraram no dia 17 próximos de Stampalia. No dia seguinte cortaram cabos submarinos de telégrafo entre Imbros, Tenedos, Lemnos, Salonica e Dardanelos. Foram então para a entrada de Dardanelos em uma tentativa de atrair a frota otomana. As fortificações costeiras otomanas abriram fogo e os italianos dispararam de volta, infligindo danos sérios. O Roma e a maior parte da frota retornaram para a Itália no dia 19, deixando apenas o Pisa, Amalfi e uma flotilha de barcos torpedeiros no litoral otomano.
Os navios da 1ª Divisão deixaram Tarento novamente em 30 de abril e seguiram para a ilha de Rodes. Enquanto isso, a 3ª Divisão escoltou um comboio de tropas de Tobruque. Os navios italianos fizeram em 4 de maio uma demonstração de força em frente da cidade de Rodes enquanto soldados eram desembarcados a dezesseis quilômetros ao sul. Estes rapidamente avançaram com o apoio da artilharia naval, com os otomanos se rendendo no dia seguinte. O Roma se envolveu entre 8 e 20 de maio na tomada de várias ilhas no Dodecaneso entre Creta, Rodes e Samos. A 1ª Divisão ficou em Rodes em junho e pelos dois meses seguintes navegou pelo Mar Egeu a fim de impedir que os otomanos tentassem retomar as ilhas perdidas. A 1ª Divisão retornou para a Itália no final de agosto para passar por manutenção e reformas, sendo substituída pela 2ª Esquadra. A 1ª Divisão partiu de novo em 14 de outubro, mas foi chamada de volta mais tarde no mesmo dia quando o Império Otomano concordou com um tratado de paz.

### Primeira Guerra Mundial

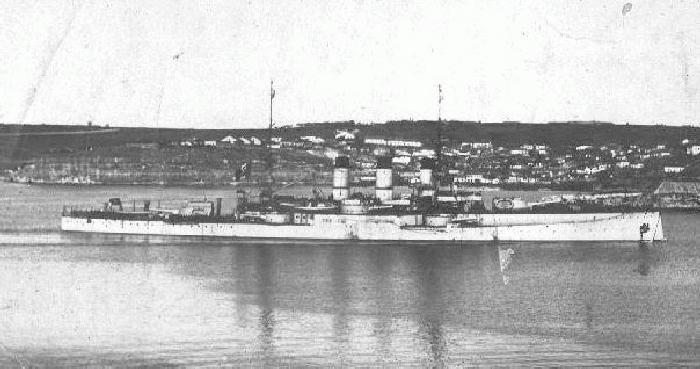
O Roma em Constantinopla em 1918

A Primeira Guerra Mundial começou em agosto de 1914 e a Itália inicialmente declarou sua neutralidade, mas foi convencida em maio de 1915 a entrar no conflito contra os Impérios Centrais. O almirante Paolo Thaon di Revel, o Chefe do Estado-Maior Naval, acreditava que submarinos e lança-minas da Marinha Austro-Húngara conseguiam operar eficientemente no estreito Mar Adriático, com ele considerando essas ameaças algo muito sério para arriscar utilizar sua frota principal. Em vez disso, Revel preferiu usar sua força para implementar um bloqueio na extremidade sul do Adriático, colocando embarcações menores em ataques rápidos contra navios e instalações inimigas. Os couraçados assim foram preservados para confrontar a frota austro-húngara caso esta procurasse uma batalha.
O Roma e seus irmãos foram designados para a 2ª Divisão, passando boa parte de seu tempo rotacionando entre as bases de Tarento, Brindisi e Valona, nunca entrando em combate. O Roma e o Regina Elena fizeram uma breve surtida em fevereiro de 1916 em resposta a relatos incorretos de que a frota austro-húngara estava no mar. Três cruzadores austro-húngaros atacaram a Barragem de Otranto na noite de 14 para 15 de maio de 1917. Os couraçados da Classe Regina Elena foram enviados para auxiliar, mas o comandante italiano não permitiu que participassem por temer perdê-los para um submarino.
O navio participou em novembro de 1918 da ocupação de Constantinopla depois da rendição do Império Otomano. O Roma e o Agordat se juntaram a uma frota de navios britânicos, franceses e gregos que entrou em Dardanelos e desembarcou tropas na cidade. A Itália assinou o Tratado Naval de Washington em 1922 junto com as outras potências navais da época. Segundo os termos, a Marinha Real podia manter os quatro couraçados da Classe Regina Elena junto com seus novos couraçados dreadnought. Por eles serem menores e mais antigos, especialmente em comparação com os mais modernos dreadnoughts, os membros da classe poderiam ter sido mantidos em serviço indefinidamente. Entretanto, não poderiam ser substituídos por novos. O Roma foi mantido por alguns anos até ser removido do registro naval em 3 de setembro de 1926 e desmontado.